# フアン・デ・オニャーテ
ドン・フアン・デ・オニャーテ・サラサル（スペイン語: Don Juan de Oñate Salazar, 1550年 - 1626年）はスペインに仕えたコンキスタドールである。ヌエバ・エスパーニャ （現在のメキシコ）の一部であるサンタフェ・デ・ヌエボ・メヒコ州（現在のニューメキシコ州の総督で、現在のアメリカ合衆国南西部の様々な入植地の開拓者である。

## 経歴
オニャーテはヌエバ・エスパーニャのサカテカス州パヌコでバスク系スペイン人植民者の子として生まれた。父クリストバル・デ・オニャーテ（Cristóbal de Oñate）はコンキスタドールで、銀山を所有していた。母はカタリーナ・サラサル・イ・デ・ラ・カデナ（Catalina Salazar y de la Cadena）であり、ナバス・デ・トロサの戦いで戦功を立てたカデナ家の血を引いていた。彼はヌエバ・エスパーニャ北部の辺境地域でインディオと戦う戦士となり、アステカ三重同盟の征服者、エルナン・コルテスの孫娘で、アステカ皇帝のモクテスマ2世のひ孫にあたるイサベル・デ・トローサ・コルテス・デ・モクテスマ（Isabel de Tolosa Cortés de Moctezuma）と結婚した。

## ヌエボ・メヒコ
1595年、オニャーテは1540年にフランシスコ・バスケス・デ・コロナドが探険したリオ・グランデ川上流域を植民地化せよとのスペイン王フェリペ2世の命令を受けた。彼の目標は、カトリックを広め、伝道所を創設することだった。オニャーテは1598年に探険を開始し、4月後半に現在のシウダー・フアレス – エルパソ間のリオ・グランデ川を徒歩で渡った。4月30日、オニャーテはスペインによるリオ・グランデ川以北のヌエボ・メヒコ領有を宣言した（ラ・トマ宣言）。その夏、 オニャーテの探検隊はリオ・グランデ川に沿って現在のニューメキシコ州北部へと進み、プエブロ人の集落の中で野営した。彼はサンタフェ・デ・ヌエボ・メヒコ州を創設し、自ら州の最初の総督となった。探検隊の隊長を務めたガスパール・ペレス・デ・ビリャグラ（Gaspar Pérez de Villagrá）は、オニャーテによるニューメキシコの先住民たちの征服を、1610年の著書『ヌエボ・メヒコの歴史』（"Historia de Nuevo mexico"）)に記録した。
オニャーテの冷酷で容赦ない支配者という評判は、スペイン人植民者と先住民の両方の間で高まった。1598年10月、オニャーテの占領軍がアコマ・プエブロから食糧を徴収しようとした。冬を越すための貴重な食糧の備蓄を守ろうとしたアコマ・プエブロは抵抗し、オニャーテの甥を含む13人の隊員が殺されるという事件が起きた。翌年オニャーテは報復し（アコマ虐殺）、800人のアコマ・プエブロが殺害され、生き残った500人が奴隷にされた。オニャーテの命令で生き残った25歳以上の男性80人が片足を切断された。

## 第一次オニャーテ探検隊
1601年、オニャーテはグレートプレーンズへの大規模な探検を行った。アステカ人を征服した遠征の時のように、スペイン人兵士130名、フランシスコ会修道士12名、先住民の兵士と従者130名が参加し、350頭の馬とラバを連れて行った。オニャーテはキビラを求めてヌエボ・メヒコから平原を東へと移動した。フランシスコ・バスケス・デ・コロナド同様、オニャーテも現在のテキサス州の回廊地帯にあたる地域でアパッチ族と遭遇した。探検隊はカナディアン川に沿ってさらに東進し、現在のオクラホマ州に入った。砂地で雄牛の牽く荷車が進めなくなったので探検隊は川を後にし、水辺やクルミとオークの木立の数が増し、より緑の濃い地域へと入った。
多分インディオのガイド兼従者のフセペ・グティエレスが6年前にウマナ・レイバ探検隊が通ったのと同じルートでオニャーテを導いたのだろう。探検隊はオニャーテがエスカンハケ族と呼んだ先住民の野営地を発見した。オニャーテはエスカンハケ族の人口を600戸5000人と推定した。エスカンハケ族はなめしたアメリカバイソンの皮で覆われた直径90フィート (27 m)にもなる円形の家に住んでいた。オニャーテによるとかれらは狩猟民族で、農耕を行わず、アメリカバイソンを狩って暮らしていた。
エスカンハケ族はオニャーテに、敵対するラヤド族の大きな集落が20マイルほど離れたエツァノア（Etzanoa）という所にあると語った。エスカンハケ族はラヤド族を恐れたためか戦争の準備のために大挙して集まっていたようである。彼らはラヤド族がウマナとレイバの死に関わっていたと言って、火器を持ったスペイン人の協力を得ようとした。 
エスカンハケ族はオニャーテを数マイル離れたところにある大きな川に連れて行き、そこでオニャーテはトールグラス・プレーリーについて初めて記録したヨーロッパ人となった。オニャーテはこれまで通ってきたどこよりも肥沃な土地と「馬が隠れるほどに高く茂る草地がそこら中にある、上等な」牧草地について語っている 。オニャーテはポーポーと思われる果物を食べ、その味が良いことを発見した。
この川のそばでオニャーテとスペイン人と多くのエスカンハケ族のガイドが丘の上にいる3,400人のラヤド族を見た。ラヤド族は探検隊に近づき、戦う準備ができていることの合図として土を空に投げ上げた。オニャーテはすぐに戦う意志のないことを示し、このラヤド族の一団と和平を結び、彼らが友好的で気前が良いことを知った。オニャーテはエスカンハケ族よりもラヤド族を気に入った。彼らは「団結しており、平和的で落ち着いていた」。ラヤド族はカラタシュ（Caratax）という名の酋長を敬っており、オニャーテはカラタシュを捕らえて人質としたが「丁重に扱った」。
カラタスはオニャーテとエスカンハケ族を川向こうの東岸の川から１、２マイル離れた集落に連れていった。住人が逃げた後で、集落は無人だった。そこには「およそ200の家があり、全て大きな川（アーカンザス川）に注ぐもう一つの大きめの川の岸に立っていた....ラヤド族の集落は60年前にコロナドがキビラで見たもののようだった。家々は離れており、家は円形で草葺き、中で10人寝られるほど大きく、畑で穫れたトウモロコシ、豆、カボチャを貯えた大きな貯蔵庫に囲まれていた。」オニャーテは集落を略奪しようとするエスカンハケ族を何とか押しとどめ、彼らを帰らせた。
翌日、オニャーテの探検隊は先住民が居住する地域を8マイル前進したが、ラヤド族には遭遇しなかった。この時点でスペイン人たちの士気は落ちた。近くにラヤド族が多数いるのは明らかで、スペイン人たちはラヤド族が戦士を招集していることを教えられていた。オニャーテはラヤド族と敵対するにはスペイン人兵士300人が必要だと推定し、分別も武勇のうちということで、ヌエボ・メヒコへの帰途についた。
オニャーテはラヤド族の襲撃を恐れていたが、ヌエボ・メヒコに帰還を始めた探検隊を襲ったのはエスカンハケ族だった。オニャーテは1500人のエスカンハケ族との激しい戦闘を記録しているが、これはたぶん誇張であろう。戦闘は2時間以上に及び、多くのスペイン人が負傷し、多くの先住民が死んだ。襲撃の後でラヤド族の酋長カラタシュが解放され、オニャーテは女性の虜囚数名を解放したが、少年の虜囚数人は、神父たちが彼らをカトリック教会の信仰に教化できるよう要求したためそのまま連れて行った。襲撃の原因はオニャーテが女性や子供を拉致したためかも知れない。オニャーテと部下たちはその後は大した出来事もなく1601年11月24日にヌエボ・メヒコに帰還した。
オニャーテの探検隊の道程と、エスカンハケ族とラヤド族が何者であったかについては論争の的となっている。専門家のほとんどが、探検隊がテキサスからオクラホマまでカナディアン川に沿って進み、そこからは川を離れ、ソルトフォークアーカンザス川に着いたところでエスカンハケ族の野営地を発見し、アーカンザス川に沿って進み、その支流ウォールナット川沿いの、現在のカンザス州アーカンザスシティにあたる地点にラヤド族の集落があったと信じている。一つの少数意見では、エスカンハケ族の野営地はニネスカ川にあり、ラヤド族の村は現在のウィチタにあったとする。考古学的証拠はウォールナット川説を支持している。    
エスカンハケ族はアパッチ族、トンカワ族、ジュマノ族、カポー族、コー族だったなどと様々に推測されてきた。最も有力な説はウィチタ方言を話すカドー語族である。ラヤド族がウィチタ族だということはほぼ確実である。草葺きの家、分散した集落、ウィチタ語の呼称と同じカラタシュという名の酋長、貯蔵庫の様子、そして彼らのいた場所は全てコロナドの記録したキビラ人と合致する。しかし、ラヤド族はたぶんコロナドが出会った人々とは違う。コロナドはオニャーテがラヤド族と出会った場所から120マイル北でキビラを発見した。ラヤド族は北にあるタンコアという大集落のことをオニャーテに語ったので、それがキビラの本当の名かも知れない 。このように、ラヤド族は文化的かつ言語学的にキビラ族と関係があるが、同じ共同体に属してはいないと思われる。当時のウィチタ族は統一されておらず、複数の部族が現在のカンザスとオクラホマにあたる土地のほとんどに分散して暮らしていた。ラヤド族とエスカンハケ族が同じ言語を話しながら敵対していたのも不思議ではない。

## 第二次オニャーテ探検隊
オニャーテが最後に組織した大規模な探検隊は、ヌエボ・メヒコからコロラド川の下流に向けて西に旅した。およそ36名が1604年10月にリオ・グランデ河谷を出発し、ズニ、ホピ、ビル・ウィリアムズ川を経由してコロラド川に至り、1605年1月にカリフォルニア湾にある河口に到着し、同じルートをたどってヌエボ・メヒコに帰還した。探検の目的は、ヌエバ・エスパーニャからの陸路による運輸よりも楽にヌエボ・メヒコに物資を供給できるような港を見つけることだった。
1540年のエルナンド・デ・アラルコンとメルチョール・ディアスによる探検と1701年から始まったエウセビオ・キノによる探検の間にコロラド川下流に入ったヨーロッパ人はオニャーテ隊だけだったため、この探検は貴重なものとなった。探検隊は、ソールトンシンクの後すぐに形成されたとされる先史時代のカウィリャ湖の痕跡は発見しなかった。彼らはカリフォルニア湾が北西にどこまでも広がっていると誤解し、17世紀に広く信じられていた、カリフォルニアが島であるという説の元となった。
コロラド川下流に居住していることが認められた先住民族は、北から順にモハーヴェ族（Mohave）、バアセチャ族（Bahacecha）、後にクウェチャン族が定住したヒラ川との合流点にいたオセラ族（Osera）、そしてオニャーテはヒラ川との合流点よりも下流で遭遇したが、後にそこよりも上流の、オニャーテがコワーナ族（Coguana）またはカーワン族（Kahwans）、アガリェ族（Agalle）とアガレクァマヤ族（Agalecquamaya）またはハリイクワマイ族（Halyikwamai）、そしてココパ族に会った場所に居住した記録のあるハルチドマ族だった。探検隊が実際に見なかった土地については、怪物のような人種や金銀真珠が豊富な地域について空想的な報告をしている。

## その後
1606年、オニャーテは彼の品行を審査するためシウダー・デ・メヒコに召還された。サンタフェ創設の計画を終えた後、彼は役職を辞任し、裁判にかけられ、インディアンと植民者両方への残酷な行いのために有罪判決を受けた。彼はヌエボ・メヒコから追放されたが、抗告審判において無罪放免になった。後にオニャーテはスペインへ渡り、スペイン王によってスペイン全土の採鉱監督者の長に任命され、1626年セビリア県グァダルカナルで死去した。

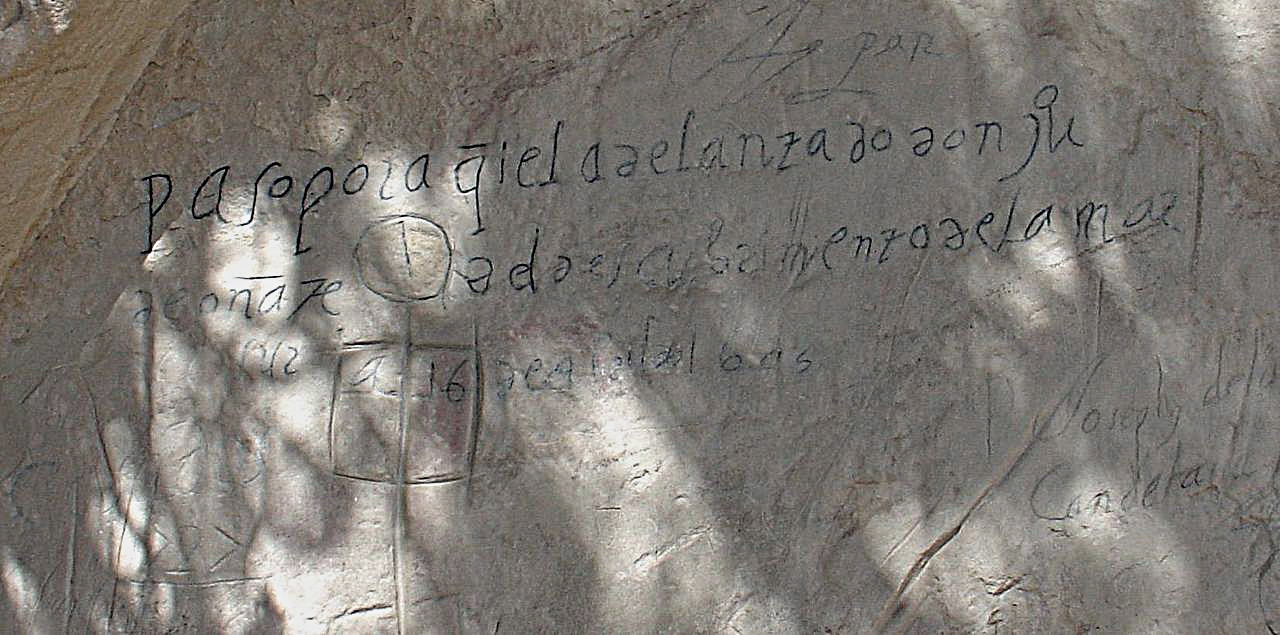
ニューメキシコ州エル・モロ国定記念物内の、オニャーテによる落書き。「総督ドン・フアン・オニャーテ、太平洋を発見する途上でここを通る。1605年4月16日。」

フアン・デ・オニャーテは、しばしば「最後のコンキスタドール」と呼ばれている。探検の業績により、オニャーテは一部のアングロ系アメリカ人とスペイン系アメリカ人の尊敬を集めているが、アコマ・プエブロに対する残虐な仕打ちを批判する者もいる。1991年、ニューメキシコ州道68号線沿いのエスパニョーラの町の北東にあるオニャーテ・モニュメント訪問者センターに、彫刻家のレイナルド・リベラによるオニャーテのブロンズ像が建てられた。1998年、ニューメキシコ州はオニャーテ到着400周年を祝ったが、同年、像が象徴するものに反対する何者かがオニャーテ像の右足を切断し、「Fair is fair」（これで公平だ）という落書きを残した。アコマ・プエブロに対するオニャーテの所業を象徴する名残として不具になった像をそのままにするよう提案する意見もあったが、レイナルド・リベラは足を鋳造し直した。しかし、右足の継ぎ目はまだはっきり残っている。
1997年、エルパソ市は彫刻家のジョン・シェリル・ハウザーにオニャーテ像の作成を依頼することに同意した。後に抗議を受け、二人のエルパソ市議会議員が同意を撤回した。像の作成には2百万ドルと9年近くの歳月を要し、像はメキシコシティにあるハウザーの倉庫に留められていた。総重量18トン高さ34フィートという、騎馬像としては世界最大最重となる像は2006年初めに完成し、部分に分けてトレーラーに搭載され、夏にエルパソ市に運び込まれ、10月にエルパソ国際空港の出口に据え付けられた。2007年4月21日、エルパソ市は像を公表する盛大な記念式典を開いた。オニャーテ像はアンダルシア馬にまたがり、右手にラ・トマ宣言を持ち、左の手には手綱を握っている。記念式典には在米スペイン大使カルロス・ウェステンドルプが招待された他、アコマ・プエブロの代表も出席して抗議した。